# Kościół św. Stanisława w Trąbczynie
Kościół św. Stanisława – neogotycki katolicki kościół parafialny zlokalizowany we wsi Trąbczyn, w gminie Zagórów (powiat słupecki). Funkcjonuje przy nim Parafia św. Stanisława Biskupa i Męczennika.

## Historia
Pierwszy kościół, pod wezwaniem św. Marcina, powstał we wsi już w XIV wieku, z fundacji miejscowych właścicieli herbu Dryja. W 1546 konsekrowano kolejną świątynię, która prawdopodobnie spłonęła i została zastąpiona następną, ufundowaną w 1740 przez Katarzynę z Rozdrażewskich Prusimską. Obecny kościół, w stylu neogotyckim, wzniesiono w 1909 już pod wezwaniem św. Stanisława Biskupa. Podczas II wojny światowej Niemcy rozkradli część wyposażenia świątyni. W latach 1987-1994 przeprowadzono generalny remont kościoła, którego inicjatorem był ks. Józef Wrzosek.
W kruchcie znajduje się tablica z 2015, upamiętniająca dawnych fundatorów i księży związanych z parafią. Została wmurowana w 775 rocznicę powstania wsi, 5 lipca 2015.

## Galeria

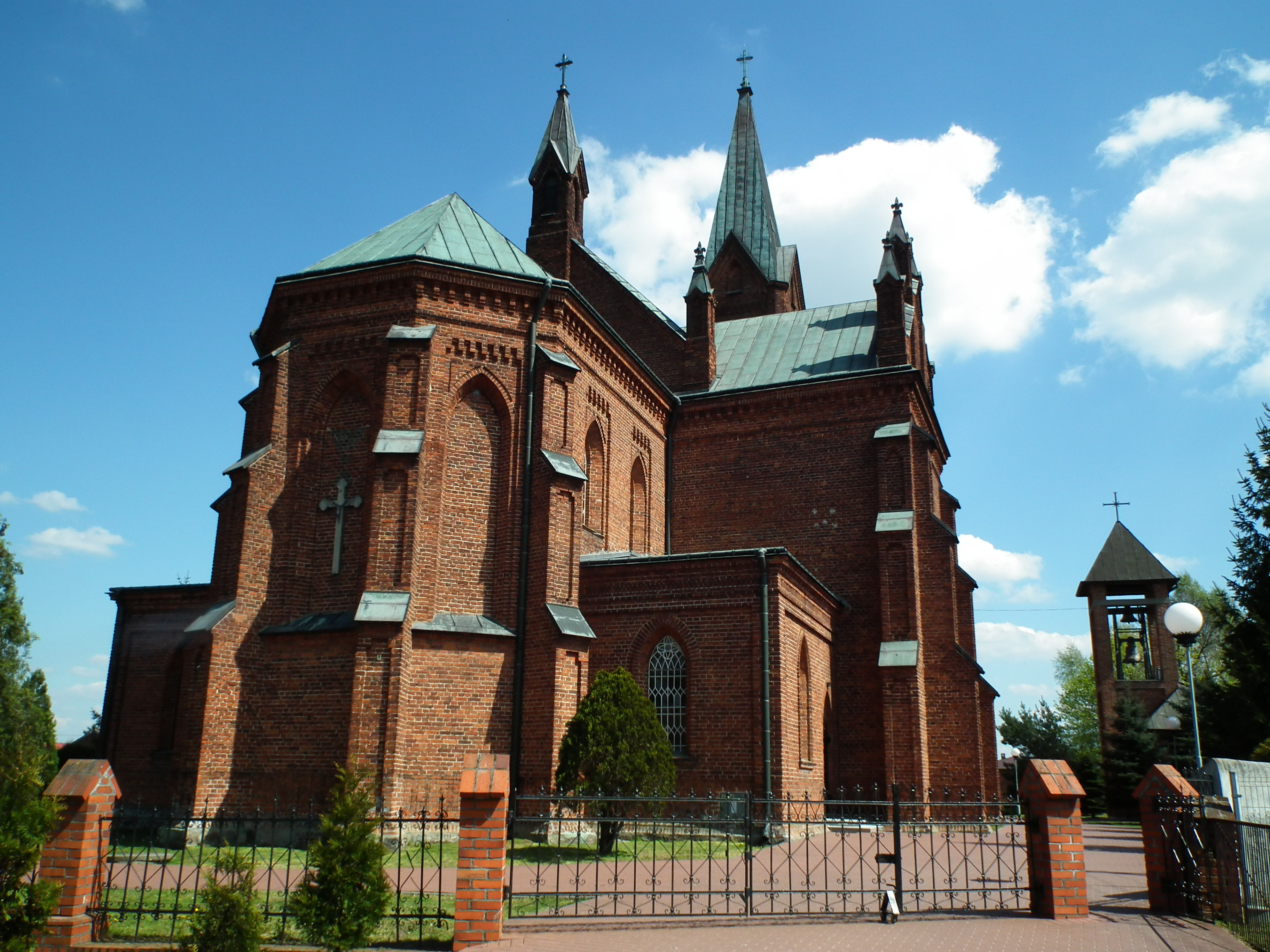
Prezbiterium i dzwonnica
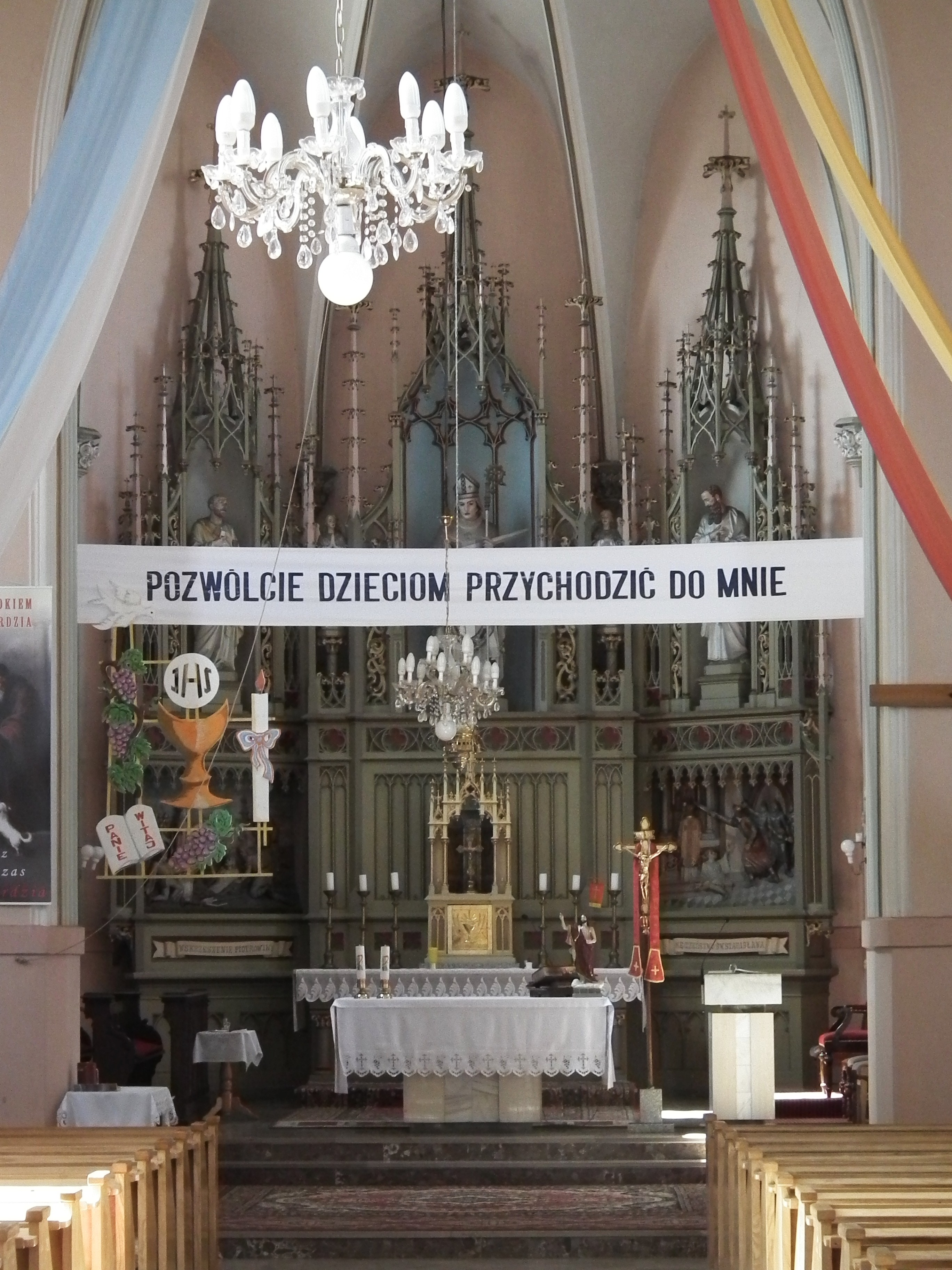
Ołtarz główny
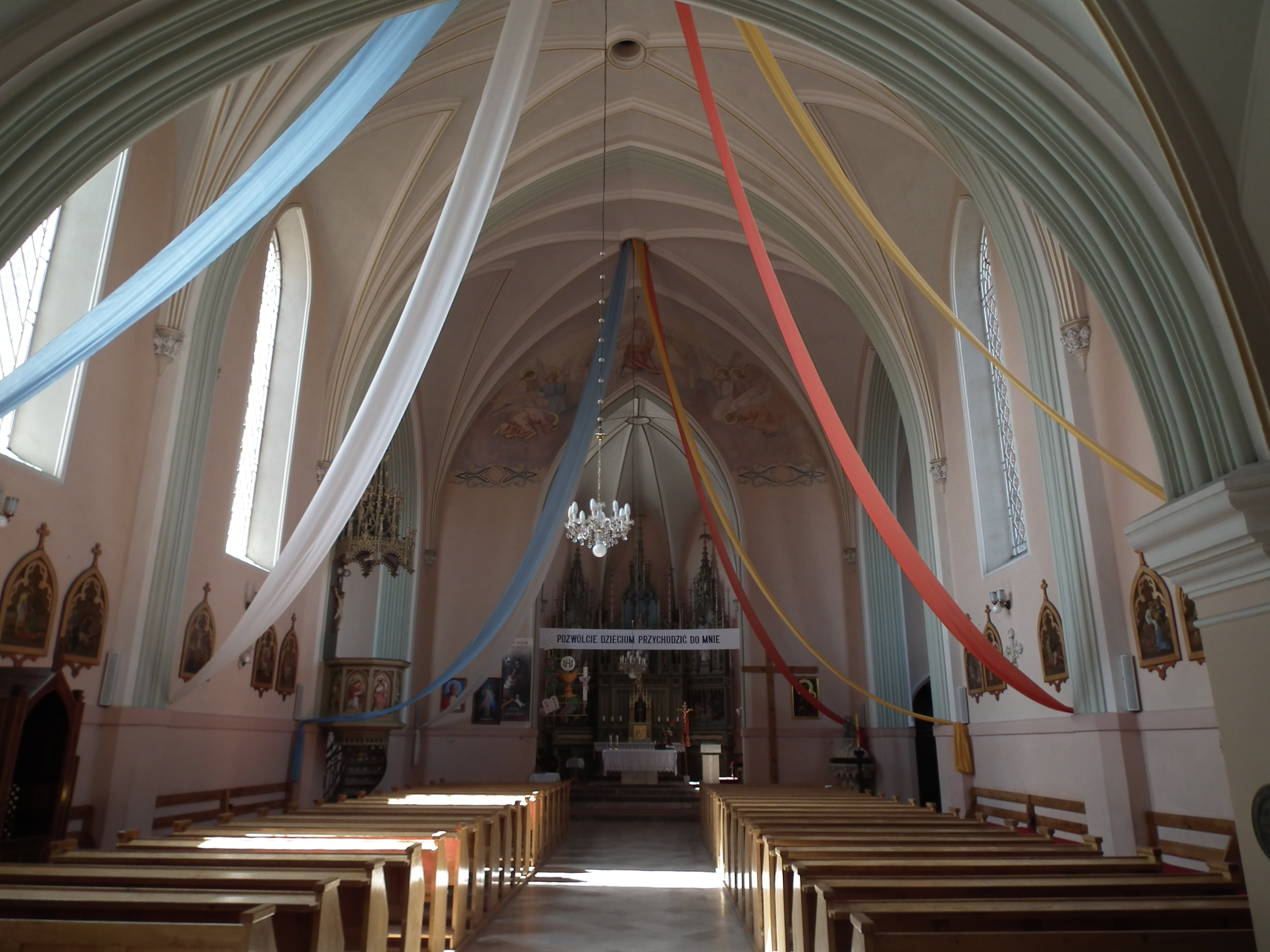
Wnętrze